# Mucaba
Mucaba è una municipalità dell'Angola appartenente alla provincia di Uíge. Ha 88.725 abitanti (stima del 2006).
Il capoluogo è Mucaba.